# Al het water van de zee
Al het water van de zee (1992) is een boek van de schrijfster Greet Beukenkamp over pesten.
Het boek gaat over een klas waarin een jongen, Ivo, wordt gepest. Het bijzondere is, dat het boek uit het oogpunt van alle klasgenoten is geschreven. Aan iedere klasgenoot, inclusief Ivo en zijn kwelgeesten, is een hoofdstuk gewijd, waarin de lezer als het ware 'in het hoofd' van de persoon kan kijken. De lezer kan dus een vleugje meekrijgen van de karakters, en de redenen en motivaties achter het gedrag van de verschillende personen: de vijf pesters, de gepeste Ivo, meelopers en de rest van de klas die passief toekijkt.

## Het verhaal
De 2 havo klas van Ivo gaat op werkweek naar Terschelling. Twee docenten en wat moeders gaan mee ter begeleiding. De klas is bepaald niet de gemakkelijkste: een groep van vijf jongens tiranniseert de klas. De reden dat naast klassenmentor De Wilde de gymleraar Haneman meegaat, is dat alleen Haneman nog enig gezag heeft.
Ivo, die al het hele jaar (en overigens ook op de lagere school) is gepest, krijgt het hier extra zwaar te verduren. Het eiland lijkt zijn kwelgeesten, Dennis en Daan, te inspireren. Zo plassen ze over zijn tent heen, en sluiten hem samen met zijn klasgenoot Rachida op in een kooikershut.
Ivo is een zeer gevoelige en verlegen jongen, die echter een grote passie voor vioolspelen heeft en wellicht ook talent. Zijn vader is een dominante man die officier in het leger is, en zijn moeder is al even artistiek, verlegen en gevoelig als hij. Hierdoor krijgt hij weinig steun van zijn ouders; zijn moeder durft niets te doen en zijn vader vindt dat hij zelf maar van zich moet afbijten. Bovendien heeft hij weinig op met Ivo's gevoeligheid en passie voor vioolspelen.
De grootste pesters, Dennis en Daan, zijn eigenlijk erg onzeker. Dennis is onzeker omdat hij moeilijk leert, en waarschijnlijk zal blijven zitten. Dit verbergt hij onder stoer gedrag; hij zoent en experimenteert met Linda, en gaat stiekem met haar 's nachts naar de discotheek. Daan is ook onzeker, omdat hij dik is. Hij is in feite een rijk verwend jongetje, en probeert met zijn gettoblaster en andere hebbedingetjes alsnog respect af te dwingen, vooral bij de 'stoere' Dennis. Er zijn drie meelopers, Chris, Ron en Bert. Chris is onzeker vanwege zijn lelijkheid, zijn problemen thuis, en omdat iedereen, ook Dennis en Daan, hem 'vreemd' vinden. Hij is daarom het 'brein' en komt steeds met nieuwe plannen om Ivo te pesten, waarop hij reacties krijgt als 'uit zo'n raar hoofd komen rare ideeën'. Ron doet meer mee uit verveling, hij vindt dat Ivo er met zijn gedrag zelf om vraagt. Bert, bijgenaamd 'Erwt', is binnen de groep zelf het 'pispaaltje', en doet alleen maar mee omdat hij bang is anders zelf gepest te worden. Een echte vriendschap is er dan ook niet tussen de vijf leden van de pestgroep. Het merendeel van de klas is vrij passief, en ook een beetje bang voor de pesters. Behalve de voor haar leeftijd erg volwassen Linda ('Linda Lellebel') mijdt iedereen de vijf pesters.
Opmerkelijk is dat een andere jongen, Patrick, ook buiten de groep valt, maar niet gepest wordt. Dit roept een vergelijking met Ivo op. Patrick is echter veel zekerder dan Ivo, en straalt dit ook uit naar Dennis en Daan. Hij heeft Dennis en Daan ook verschillende keren hun getreiter betaald gezet waar iedereen bij was. Daadwerkelijk voor Ivo in de bres springen komt echter niet bij hem op; de hele klas interesseert Patrick niet en als Ivo een probleem heeft moet hij dat zelf maar oplossen.
De docenten, De Wilde en Haneman, en de moeders hebben wel in de gaten dat Ivo een buitenbeentje is, en wellicht gepest wordt, maar doen er weinig aan. De Wilde is als mentor van mening dat wanneer Dennis en de meeloper Bert blijven zitten (wat op dat moment al vrijwel zeker is), de pestersgroep uit elkaar zal vallen. Ze zien de ernst van de situatie onvoldoende in, hoewel ze wel wat aan het gepest proberen te doen. Hun gesprekken bereiken niets bij de pesters, 'het lijkt wel alsof ik niet tot ze doordring', aldus De Wilde. De Wilde heeft daarnaast een nare herinnering aan Terschelling: zijn verloofde Nienke kwam ervandaan en is daar ook bij een auto-ongeluk omgekomen waarbij zij als bijzitter bij De Wilde in de auto zat. Hij besluit uiteindelijk toch naar Nienkes ouders te gaan om met ze te praten, maar door dit trauma en schuldcomplex besteedt hij te weinig aandacht aan zijn klas. Ook binnen de klas neemt vrijwel niemand het voor Ivo op. De klasgenoten zijn dan wel bezig met hun eigen problemen, dan wel bang om zelf gepest te worden. Slechts een meisje springt voor Ivo in de bres, maar het is te weinig en te laat.
Uiteindelijk bedenkt Chris vlak voor de bonte avond het plan om de viool van Ivo vol te plassen. Dit is de ergste streek die ze Ivo leveren: zijn viool is zijn alles, en vocht (dus ook urine) is funest voor het instrument. De vijf hebben zijn liefste bezit vernield. Dit is voor Ivo de druppel die de emmer doet overlopen. Die avond verdwijnt Ivo, om uiteindelijk zelfmoord te plegen door zich in zee te verdrinken.
Wanneer bekend wordt dat Ivo zelfmoord heeft gepleegd, ontstaat een discussie in de klas. Iedereen valt de pesters nu verbaal aan. Ze zitten er alle vijf bedrukt bij, en de klasgenoten snappen niet hoe ze zo bang hadden kunnen zijn voor hen. Maar ze beseffen ook dat zelfs degenen die niet met het pesten meededen met zijn allen Ivo hadden laten stikken. Op de terugweg naar de boot zien de klasgenoten de auto van De Wilde hen passeren, met daarin De Wilde en Ivo's ouders. Bedrukt keert de klas terug naar het vasteland.